# Чо Йон Чхоль
Чо Йон Чхоль (кор. 조영철, нар. 31 травня 1989, Ульсан) — південнокорейський футболіст, нападник клубу «Катар СК».
Виступав, зокрема, за клуби «Альбірекс Ніїгата» та «Омія Ардія», а також національну збірну Південної Кореї.

## Клубна кар'єра
Навчався футболу в Вищій школі Наксунг у рідному місті Ульсан.
У дорослому футболі дебютував 2007 року виступами за японську «Йокогаму», проте основним гравцем став лише у сезоні 2008, після того як команда вилетіла в другий дивізіон. Всього за команду взяв участь у 33 матчах чемпіонату.
Своєю грою за цю команду привернув увагу представників тренерського штабу клубу «Альбірекс Ніїгата», до складу якого приєднався на початку 2009 року. Відіграв за команду з міста Ніїгати наступні три сезони своєї ігрової кар'єри. Більшість часу, проведеного у складі «Альбірекс Ніїгата», був основним гравцем атакувальної ланки команди.
2012 року уклав контракт з клубом «Омія Ардія», у складі якого провів наступні три роки своєї кар'єри гравця.
До складу клубу «Катар СК» приєднався 2014 року. Відтоді встиг відіграти за катарську команду 13 матчів в національному чемпіонаті.

## Виступи за збірні
Протягом 2007–2010 років залучався до складу молодіжної збірної Південної Кореї. 2009 року у складі збірної до 20 років взяв участь у молодіжному чемпіонаті, де дійшов з командою до чвертьфіналу. На молодіжному рівні зіграв у 22 офіційних матчах, забив 16 голів.
11 серпня 2010 року дебютував в офіційних матчах у складі національної збірної Південної Кореї в матчі проти збірної Нігерії. Включений до складу збірної на Кубок Азії 2015 в Австралії, де у першому ж матчі на турнірі приніс перемогу своїй команді, забивши єдиний гол у матчі проти збірної Оману. Наразі провів у формі головної команди країни 13 матчів, забивши 1 гол.

### Гол за збірну
| # | Дата          | Місце                                 | Противник | Рахунок | Результат | Змагання        |
| - | ------------- | ------------------------------------- | --------- | ------- | --------- | --------------- |
| 1 | 10 січня 2015 | Канберра-Стедіум, Канберра, Австралія | Оман      | 1:0     | 1:0       | Кубок Азії 2015 |

## Титули і досягнення
- Бронзовий призер Азійських ігор: 2010
- Срібний призер Кубка Азії: 2015